# Thomas Clayton (homme politique)
Thomas Clayton, né en juillet 1777 dans le comté de Cecil (Maryland) et mort le 21 août 1854 à New Castle (Delaware), est un avocat et homme politique américain. Il est notamment procureur général du Delaware et par deux fois sénateur des États-Unis, représentant l'État du Delaware.